# Barrage de Baise
Le barrage de Baise est un barrage en Chine, au Guangxi. Il est associé à une centrale hydroélectrique de 540 MW.